# Hohmichele

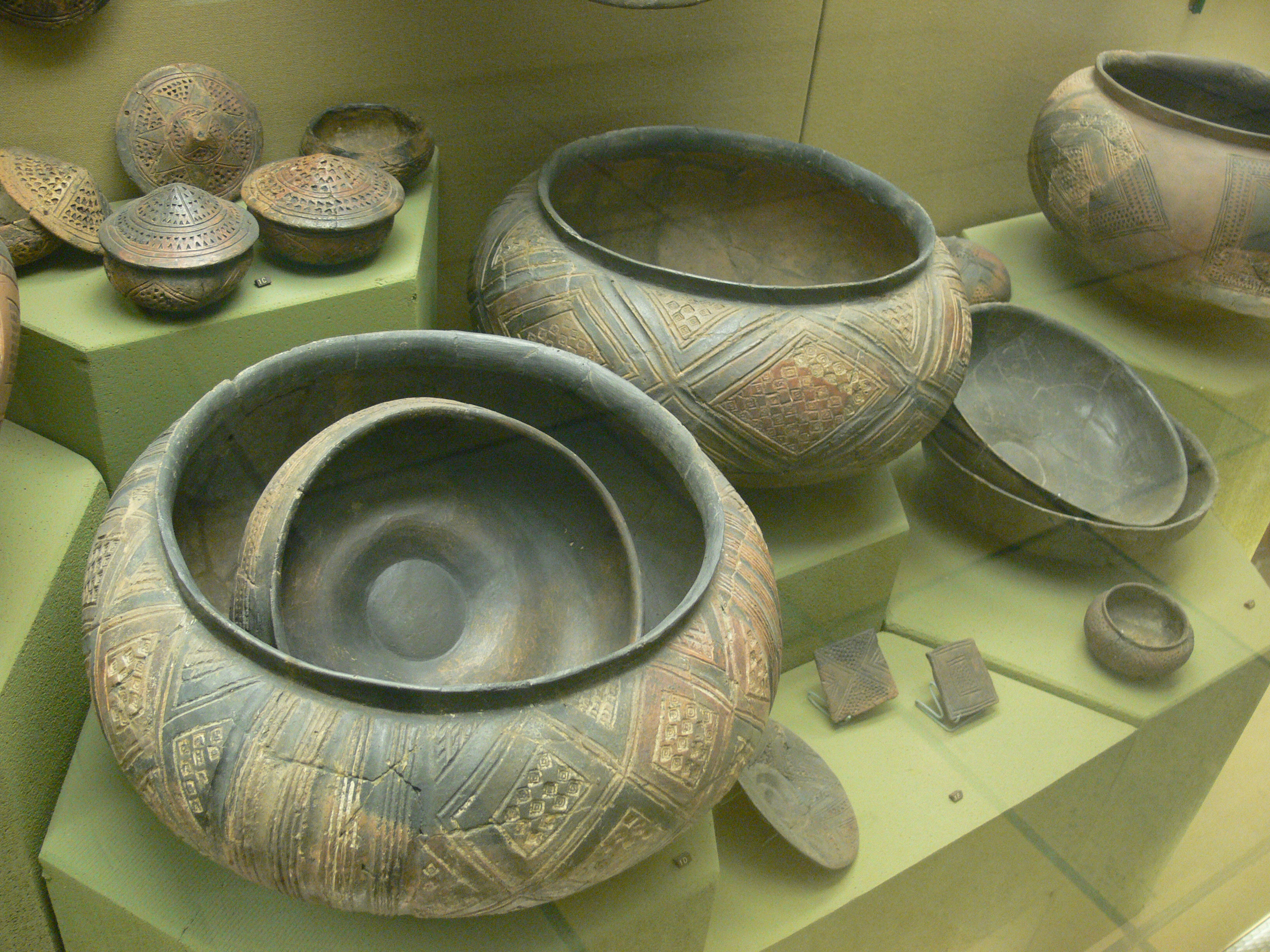
Grafvondsten

De Hohmichele is een grafheuvel (een vorstengraf) uit de vroeg-Keltische Hallstattcultuur met een hoogte van 13,5 meter en een diameter van 80 meter.
De grafheuvel ligt nabij Heuneburg (Altheim in Duitsland). In de omgeving van Heuneburg liggen circa 50 van zulke grafheuvels, de zogenaamde Hohmichele-Gruppe. De Hohmichele is de grootste grafheuvel van deze groep. Er zijn nog 14 grafheuvels te herkennen; zij bevinden zich in een bos.
In 1936 tot 1938 onderzocht Johannes Gustav Riek de grafheuvel in opdracht van de Ahnenerbe. Er werd ca. 15.000 m³ grond verplaatst, een derde van de heuvel. Tijdens de Tweede Wereldoorlog werden de opgravingen stilgelegd. Siegwalt Schiek zette tussen 1954 tot 1956 het onderzoek voort. In 1960 werd de heuvel weer gerestaureerd.
De grafheuvel werd in de 7e eeuw v.Chr. aangelegd. Het hoofdgraf, waarin een man en een vrouw werden bijgezet, bleek al vroeg door grafrovers verstoord te zijn. Het gaat om een 5,7 meter lange, 3,5 meter brede en 1 meter hoge ruimte, die met hout werd afgezet. Er bleef paardentuig en 600 glazen parels over in het graf. Ook werd met goud afgezet brokaat teruggevonden. De vloer werd met huiden van runderen afgewerkt. Boven het hoofdgraf werd een 5 meter hoge heuvel met een diameter van 40 meter opgeworpen.
Er werden in totaal 13 graven in de heuvel gevonden. Twaalf meter zuidoostelijk van het hoofdgraf werd een houtkamer gevonden (3 meter lang, 2,4 meter breed en 1 meter hoog). Ook hier werden een man en een vrouw in bijgezet, de vrouw werd op een wagen bijgezet. Tot de grafgiften behoorden zo'n 2300 parels. In de grafheuvel is een stuk zijde uit China gevonden. De vondsten zijn overgebracht naar het Landesmuseum Württemberg en het „Heuneburgmuseum“ in Hundersingen.
Ten oosten van de Hohmichele werd een Nemeton archeologisch onderzocht. Er liggen in de omgeving meerdere ringwallen.
Heuneburg wordt in verband gebracht met Pyrene, deze stad werd door Herodotus beschreven.